# Pumeda
Pumeda es una casería que pertenece a la parroquia de Valsera en el concejo de Las Regueras (Principado de Asturias). Se encuentra a 106 m s. n. m. y está situada a 5 km de la capital del concejo, Santullano. 

## Población
En 2020 contaba con una población de 9 habitantes (INE 2020) repartidos en un total de 4 viviendas.